# 泽西政党列表
这是一个泽西政党列表。
泽西的政治主要以独立的议会议员为基础；1950年代以来，大多数议员候选人在选举中不隶属于任何政党。但是，泽西也不时出现政党。
2000年，克洛希尔报告指出：“几个世纪以来，泽西曾出现过许多所谓的政党，但这些‘政党’仅仅是一些志同道合者为实现某一特定目标而联合起来的群体。一旦目标达成，这种凝聚力便不复存在，相关团体也随之解散。这种联盟并不是真正意义上的政党，因为它缺乏共同的治国理念，仅靠一个狭隘的目标维系，直至该目标实现或失败。”

## 现存政党
- 改革泽西（英语：Reform Jersey）
- 更好道路2022（英语：Better Way 2022）
- 前进泽西（英语：Advance Jersey）[2]